# Yeşilköy

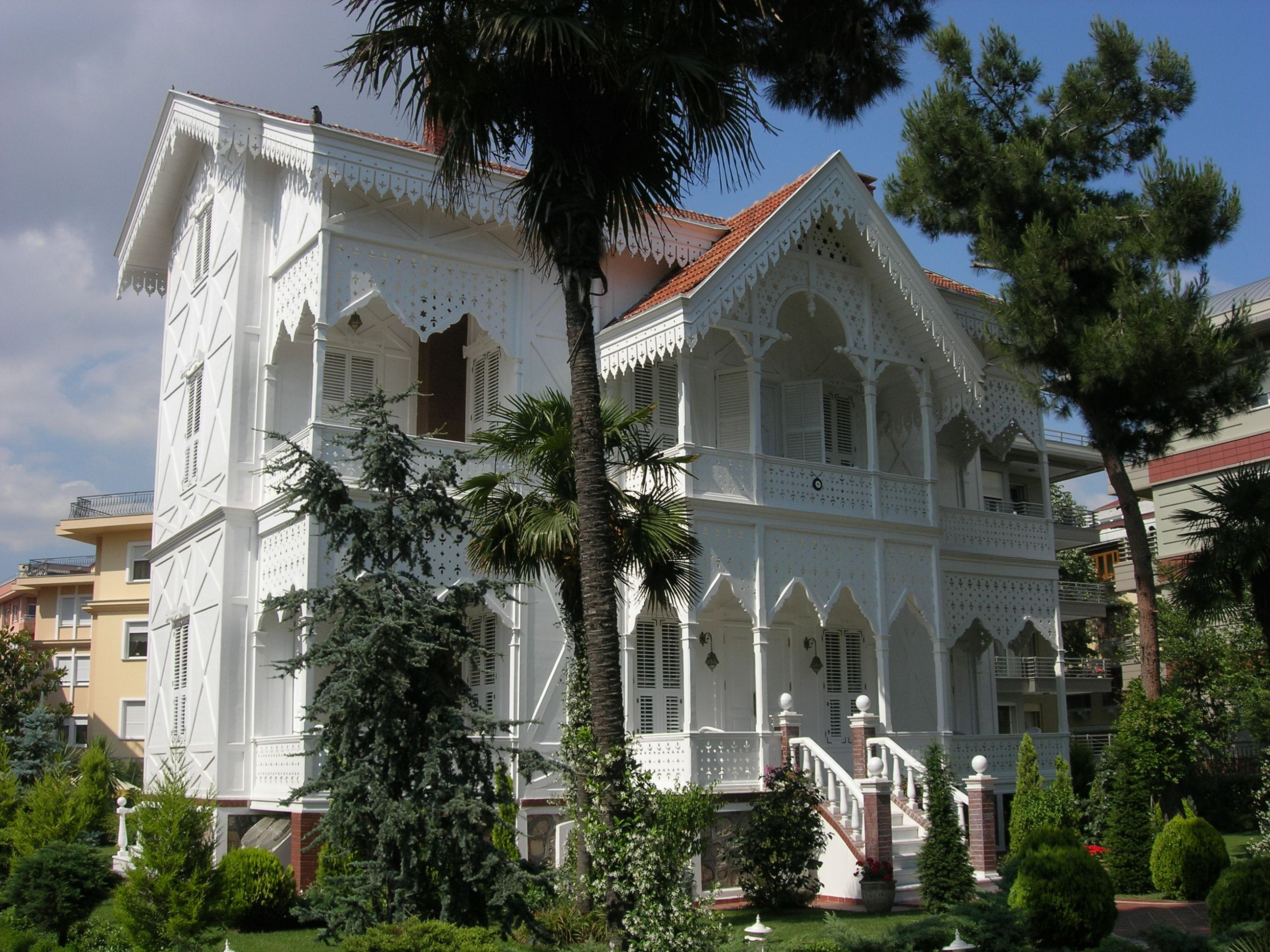
El edificio de Yeşilköy en el que se firmó el tratado de San Stefano.

Yeşilköy (en turco: aldea verde) es un barrio del distrito de Bakırköy de la ciudad de Estambul, Turquía. Se encuentra situado en la parte europea, a unos once kilómetros al oeste del centro histórico. Dentro de su término municipal se sitúa el Aeropuerto Internacional Atatürk.
Este lugar era conocido como San Stefano (griego: Άγιος Στέφανος pronunciado Ayos Stefanos y traducido al turco como Ayastefanos) y dio su nombre al Tratado de San Stefano impuesto por Rusia al Imperio otomano en 1878. Fue renombrado como Yeşilköy en 1926.